# Classe Buratti
Le unità Classe Buratti fanno parte del naviglio della Guardia di Finanza categoria guardacoste, per le attività di istituto nelle acque territoriali e in altura e sono destinate a sostituire l'intera classe Meattini, che, dagli anni settanta, costituivano l'ossatura della compagine costiera del Corpo.
L'entrata in servizio di queste unità fa parte di un processo di riorganizzazione della compagine aeronavale del Corpo iniziato nel 2006, che ha visto il radicale rinnovamento dei mezzi navali in dotazione e l'avvicendamento delle numerose e ormai tecnicamente superate classi preesistenti, con unità superiori tecnologicamente, dai minori costi di gestione e ottime caratteristiche in tema di emissioni sonore e di scarichi, nonché migliori capacità di operative.
Le unità attualmente in servizio sono:
- La capoclasse, G.200 Buratti, varata il 23 luglio 2007 è intitolata alla memoria del Brigadiere Mariano Buratti, decorato con Medaglia d'oro al valor militare.
- La G.201 De Ianni, intitolata alla memoria del Generale di Divisione Amedeo De Janni, medaglia d'oro al valore militare nel grado di sottobrigadiere,[1] varata il 31 gennaio 2008[2]
- Il guardacoste G.202 intitolato alla memoria dell'appuntato Francesco Salerno, varato il 27 giugno 2008.
- Il guardiacoste G.203, intitolato alla memoria di Vittorio G. Rossi,[3] giornalista, scrittore e ufficiale della Regia Marina, primo comandante con il grado di colonnello della scuola nautica della Guardia di Finanza di Pola,[4] varato il 27 giugno 2008.
- Guardacoste G.204 intitolato alla memoria del finanziere Giuseppe Garulli, decorato con la medaglia d'argento al valore militare nella prima guerra mondiale, varato il 21 ottobre 2008.[5]
- Guardacoste G.205 intitolato alla memoria del finanziere napoletano Gabriele Sanges, caduto in Montenegro nel corso nella seconda guerra mondiale, decorato con la medaglia d'argento al valore militare, consegnato alla fine di marzo 2011.[6]
- Guardiacoste G.206 Finanziere Corrias
- Guardiacoste G.207 Maresciallo Cortile
- Guardiacoste G.208 Maresciallo Casotti
- Guardiacoste G.209 Brigadiere Prata
- Guardiacoste G.210 Finanziere Marra
- Guardiacoste G.211 Appuntato Gottardi
- Guardiacoste G.212 Finanziere Lapiccirella
- Guardiacoste G.213 Finanziere Perissinotto, consegnato il 29 aprile 2012 alla sede di Brindisi
- Guardiacoste G.214 Finanziere Rocca
- Guardiacoste G.215 Finanziere Bertoldi
- Guardiacoste G.216 Finanziere Verdecchia
- Guardiacoste G.217 Finanziere De Santis
- Guardiacoste G.218 Maresciallo Piccinni Leopardi
- Guardiacoste G.219 Finanziere Bianco
- Guardiacoste G.220 Finanziare Starace, consegnato il 7 ottobre 2015 alla sede di Pescara
- Guardiacoste G.221 Capitano Cultrona, consegnato l'11 novembre 2015 alla sede di Rimini
- Guardiacoste G.222 Sottotenente Benvenuti